# Santo Espírito
Santo Espírito is een plaats (freguesia) in de Portugese gemeente Vila do Porto en telt 723 inwoners (2001).